# Монд Селексион
Монд Селексион (на френски: Monde Selection), основан през 1961 година в Брюксел, е международен независим институт по качество, който оценява продуктите на пазара, за да определи нивото им на качество и да насочи потребителите към качествените продукти. На отличените продукти се връчва етикет за качество, който служи като рекламен инструмент за производителите и дистрибуторите. Дейността на института Монд Селексион напомня дейността на Гид Мишлен с тази разлика, че оценява единствено хранителни, козметични и диетични продукти. Връчените етикети за качество са силен инструмент за маркетинг и реклама.
Все още слабо познати на българския пазар, етикетите за качество, връчени от Монд Селексион, напомнят познатия български етикет за утвърден стандарт „Стара планина“, като и двата имат за цел да информират потребителите за качеството на отбелязаните с тях продукти.
Освен световните селекции за оценяване качествата на продуктите, институтът Монд Селексион организира също така Международния Конкурс за Вино в Брюксел, който се провежда под патронажа на Международната Организация за Лозарство и Винарство (на френски: Organisation Internationale de la Vigne et du Vin – O.I.V.)

## Селекции и допустими продукти
Продуктите, които участват в селекциите на Монд Селексион, се представят както от големи международни фирми, така и от малки и проспериращи фирми. Категориите, наричани селекции, в които фирмите могат да участват са:
- Алкохол и ликьори
- Бира, вода и безалкохолни напитки
- Храни
- Здравословни и диетични продукти
- Козметика[8]

## Тестове и дегустация
Производителите могат да регистрират своите продукти за участие от октомври до януари. Тестовете (за продукти, регистрирани в категория „Козметика“) и дегустациите (за всички останали категории) се провеждат за четири месеца – време, което гарантира на всеки продукт, че ще бъде оценен съвестно и справедливо от безпристрастно и компетентно жури. Максимум до 25 продукта на ден се представят на журито за дегустация с цел да се постигне прецизен анализ на качествата на даден продукт.

## Жури и eкспертен комитет
За да оцени качествата на продуктите, участващи в селекциите, Монд Селексион разчита на повече от 70 учени, експерти, консултанти по здравословно хранене, сомелиери, майстор-готвачи, сладкари и др. Всяко жури се ръководи от член, който има не по-малко от 10 години опит като дегустатор при Монд Селексион.

## Награди и Трофеи[11][12]
На всички продукти, получили резултат минимум 60%, се присъждат следните награди:
- Бронзов Етикет за Качество: за продуктите получили средна оценка между 60% и 69%
- Сребърен Етикет за Качество: за продуктите получили средна оценка между 70% и 79%
- Златен Етикет за Качество: за продуктите получили средна оценка между 80% и 89%
- Голям Златен Етикет за Качество: за продуктите получили средна оценка между 90% и 100%

Освен наградите за качество, Монд Селексион присъжда и следните трофеи:
- International High Quality Trophy: за продуктите, които са били награждавани с Голям Златен Етикет или Златен Етикет три поредни години.
- Crystal Prestige Trophy: за фирмите, които са били награждавани с Голям Златен, Златен, Сребърен или Бронзов Етикет 10 поредни години.
- Special 25 Years Trophy: за фирмите, които са награждавани с Голям Златен, Златен, Сребърен или Бронзов Етикет 25 поредни години.

През 2011, 2837 продукта от 77 различни страни са се представили на селекциите за оценяване на качеството, организирани от Монд Селексион.
През 2012, 3000 продукта от 79 различни страни са се представили на селекциите за оценяване на качеството, организирани от Монд Селексион.